# Muszla

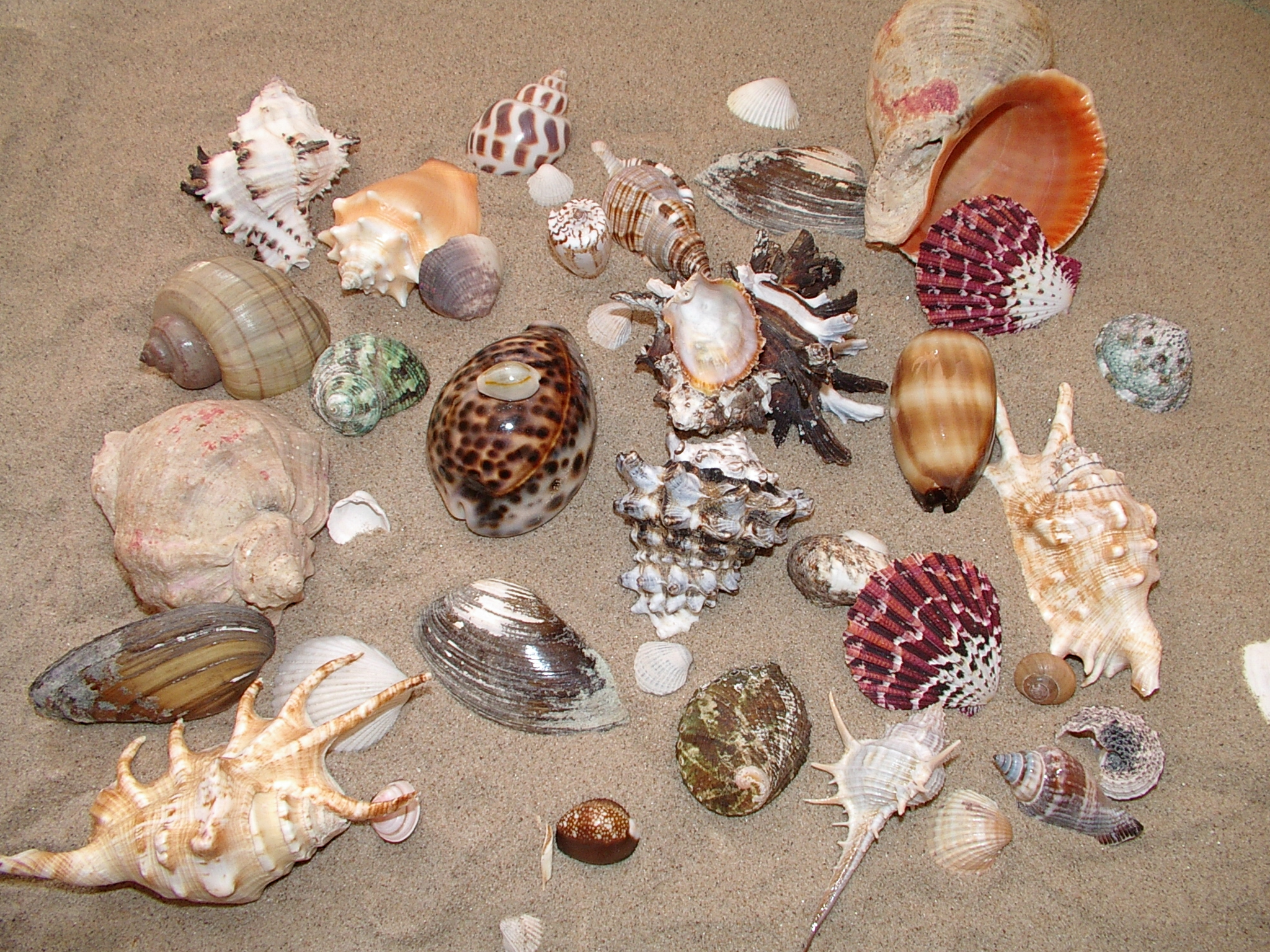
Różne rodzaje muszli

Muszla – jedno- lub dwuczęściowy wapienny szkielet zewnętrzny muszlowców (Conchifera) i ramienionogów (Brachiopoda), u niektórych grup częściowo lub całkowicie zredukowany. Do ciała zwierzęcia przytwierdzona jest jednym mięśniem, parą mięśni lub szeregiem mięśni parzystych.

## Budowa i kształt muszli

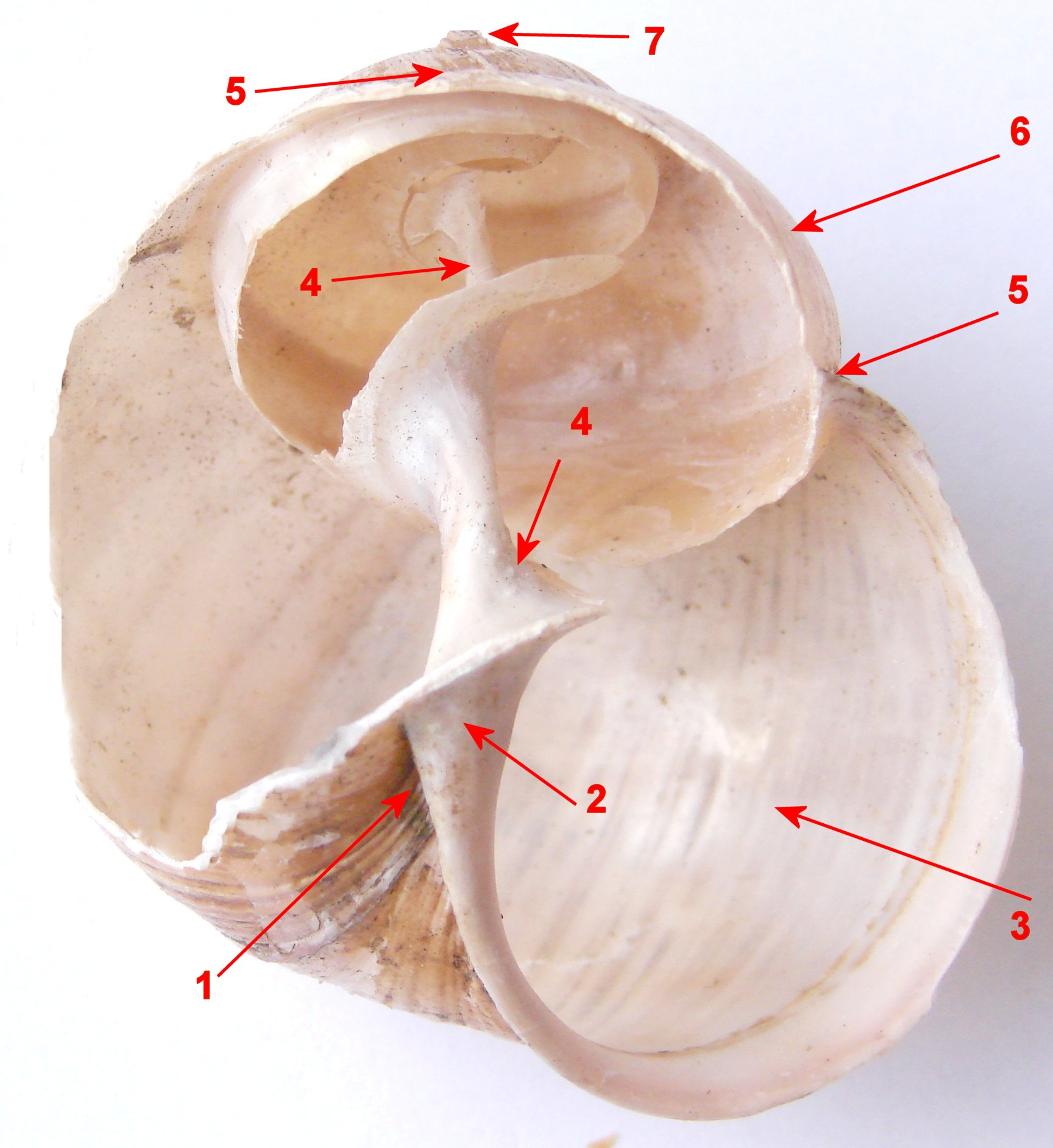
Budowa muszli ślimaka: 1 – dołek osiowy, 2 – warga, 3 – otwór muszli, 4 – kolumienka (wrzeciono), 5 – szew, 6 – zwój, 7 – szczyt muszli. Skręty muszli, prócz ostatniego (najmłodszego i z otworem) tworzą skrętkę.

Muszle są charakterystycznym tworem mięczaków z grupy muszlowców: Monoplacophora, Gastropoda, Bivalvia, Scaphopoda i Nautilida. 
Tworzone są przez specjalne gruczoły na powierzchni i na brzegu płaszcza, i narastają w ten sposób, że gdy zwierzę rośnie, brzegi płaszcza odsuwają się od siebie, odkładając coraz to nowe warstwy substancji budujących muszlę – tak więc początek muszli jest zawsze najmniejszy i najstarszy.
U ślimaków obserwuje się największą różnorodność kształtu muszli. U ślimaków nagich spotyka się niewielkie szczątkowe płytki wewnątrz ciała. Większość brzuchonogów posiada jednak dość pokaźne muszle, skręcone spiralnie wokół osi, mniej lub bardziej stożkowato wzniesione, jak np. u błotniarek. Nieliczne muszle są skręcone płasko, w jednej płaszczyźnie np. u zatoczkowatych. Muszle zwinięte spiralnie, w jednej płaszczyźnie mają też łodziki (Nautilida).
U Bivalvia muszla jest dwuklapowa i składa się z dwóch części. Muszle Monoplacophora składają się z jednej części i mają kształt nieregularnego stożka lub okrągławego „serduszka”. Polyplacophora mają osłonę składającą się z kilku płytek, upodabniającą zwierzę do segmentowanych stawonogów. U głowonogów muszla silnie zredukowana i zanurzona w tkance ciała, tworzy os sepiae, natomiast u Aplacophora brak muszli.
Muszle mają także ramienionogi (Branchiopoda) nienależące do mięczaków. Ich muszla jest bardzo podobna do muszli małży, ale jedna część (grzbietowa) jest u nich wyraźnie mniejsza.
Typy muszli
Ze względu na sposób skręcenia muszle można podzielić na następujące typy:
- ortokonowy – proste (łodzikowce z rodzajów Orthoceras[3], Suecoceras[4])
- cyrtokonowy – lekko zagięte:
  - endogastryczny – strona brzuszna po wklęsłej stronie muszli
  - egzogastryczny – strona brzuszna po wypukłej stronie muszli
- gyrokonowy – zwinięte, lecz bez przylegania skrętów
- planispiralny – zwinięte w jednej płaszczyźnie:
  - ewolutny (amonity z rodzaju Ceratites, Cardioceras, Perisphinctes[5], ślimaki z rodzaju Planorbis[6])
  - konwolutny – każdy następny skręt obejmuje częściowo skręt poprzedni
  - inwolutny – każdy następny skręt obejmuje całkowicie skręt poprzedni (łodzikowce z rodzaju Nautilus[7], Pseudaganides[4], amonity z rodzaju Cheiloceras, Macrocephalites[8], ślimaki z rodzaju Cypraea[6])
- trochokonowy (u głowonogów), trochospiralny (u ślimaków)[9] – zwinięte wieżyczkowato (amonity z rodzaju Turrilites[10], ślimaki z rodzaju Gibbula, Turritella[6])

Ponadto mogą występować muszle o niejednorodnym (aberantnym) typie, np. u amonitów Baculites muszla planispiralna przechodzi w długi, prosty odcinek, u ślimaków Vermetus są skręcone nieregularnie. Mogą być również wtórnie uproszczone w kształcie płaskiego, nieskręconego stożka (ślimaki z rodzaju Diodora)

## Warstwy muszli
W przekroju poprzecznym muszli można wyróżnić dwie lub trzy wyraźne warstwy (trzecia z niżej wymienionych warstw występuje w wielu, lecz nie we wszystkich grupach muszlowców):
- zewnętrzna konchiolinowa – periostrakum, wytwarzana przez nabłonek brzegu płaszcza
- środkowa porcelanowa – mezostrakum, zwana też pryzmatyczną, zbudowana jest z kryształków aragonitu lub kalcytu, produkowana przez całą powierzchnię płaszcza
- wewnętrzna perłowa – hipostrakum, zbudowana z licznych drobnych blaszek z węglanu wapnia, zwykle aragonitowych, ma opalizujący połysk

Masa perłowa może być odkładana przez płaszcz także wokół drobin np. ziarenek piasku, które dostaną się do wnętrza muszli. Wtedy tworzą się zazwyczaj regularne grudki masy perłowej – perły.